# Tiro nos Jogos Olímpicos de Verão de 2016 - Carabina três posições feminino
A prova da carabina em três posições a 50 m feminino do tiro nos Jogos Olímpicos de Verão de 2016 decorreu a 11 de agosto de 2016 no Centro Olímpico de Tiro.

## Formato da competição
O evento foi composto por duas rondas. Na qualificação, cada atiradora disparou 60 tiros com uma carabina de calibre .22 a 50 metros de distância. 20 foram disparados em pé, outros 20 deitadas e ainda 20 de joelhos. As pontuações incrementaram num fator de um por cada tiro, até um máximo de 10 pontos.
As oito melhores atletas ficaram apuradas para a final, onde dispararam mais 20 tiros (todos em pé). Estas pontuações foram aumentando em 0.1 até um máximo de 10.9 pontos.

## Medalhistas
A alemã Barbara Engleder ganhou o título olímpico ao derrotar a chinesa Zhang Binbin. Du Li, também da China, ficou com o bronze ao deixar para trás Petra Zublasing (Itália).
| Ouro   | GER Barbara Engleder |
| Prata  | CHN Zhang Binbin     |
| Bronze | CHN Du Li            |

## Recordes
Antes do evento, estes eram os recordes olímpicos e mundiais:
| Qualificação     | Qualificação                                   | Qualificação                                   | Qualificação                                   | Qualificação                                   | Qualificação |
| Tipo             | Atiradora                                      | Pontos                                         | Local                                          | Data                                           |              |
| ---------------- | ---------------------------------------------- | ---------------------------------------------- | ---------------------------------------------- | ---------------------------------------------- | ------------ |
| Recorde mundial  | Snježana Pejčić                                | 594                                            | Rio de Janeiro                                 | 16 de abril de 2016                            |              |
| Recorde olímpico | As regras mudaram desde as últimas Olimpíadas. | As regras mudaram desde as últimas Olimpíadas. | As regras mudaram desde as últimas Olimpíadas. | As regras mudaram desde as últimas Olimpíadas. |              |

| Final            | Final                                          | Final                                          | Final                                          | Final                                          | Final |
| Tipo             | Atiradora                                      | Pontos                                         | Local                                          | Data                                           |       |
| ---------------- | ---------------------------------------------- | ---------------------------------------------- | ---------------------------------------------- | ---------------------------------------------- | ----- |
| Recorde mundial  | Petra Zublasing                                | 464.7                                          | Baku                                           | 19 de junho de 2015                            |       |
| Recorde olímpico | As regras mudaram desde as últimas Olimpíadas. | As regras mudaram desde as últimas Olimpíadas. | As regras mudaram desde as últimas Olimpíadas. | As regras mudaram desde as últimas Olimpíadas. |       |

Os seguintes recordes foram estabelecidos durante a competição:
| Data         | Fase         | Atiradora        | País         | Pontos | Recorde          |
| ------------ | ------------ | ---------------- | ------------ | ------ | ---------------- |
| 11 de agosto | Qualificação | Petra Zublasing  | ITA Itália   | 589    | Recorde olímpico |
| 11 de agosto | Final        | Barbara Engleder | GER Alemanha | 458.6  | Recorde olímpico |

## Resultados

### Qualificação
Estes foram os resultados da ronda de qualificação:
| Pos. | Atiradora                | País                | 1   | 2   | PR  | 3   | 4   | ST  | 5  | 6  | KN  | Total | Inner 10s | Shoot-off | Notas |
| ---- | ------------------------ | ------------------- | --- | --- | --- | --- | --- | --- | -- | -- | --- | ----- | --------- | --------- | ----- |
| 1    | Petra Zublasing          | ITA Itália          | 99  | 100 | 199 | 100 | 97  | 197 | 97 | 96 | 193 | 589   |           |           | Q,    |
| 2    | Nina Christen            | SUI Suíça           | 97  | 98  | 195 | 98  | 98  | 196 | 97 | 98 | 195 | 586   |           |           | Q     |
| 3    | Olivia Hofmann           | AUT Áustria         | 100 | 99  | 199 | 99  | 99  | 198 | 94 | 95 | 189 | 586   |           |           | Q     |
| 4    | Du Li                    | CHN China           | 99  | 97  | 196 | 100 | 99  | 199 | 95 | 96 | 191 | 586   |           |           | Q     |
| 5    | Barbara Engleder         | GER Alemanha        | 95  | 100 | 195 | 99  | 96  | 195 | 96 | 97 | 193 | 583   |           |           | Q     |
| 6    | Najmeh Khedmati          | IRI Irã             | 99  | 96  | 195 | 99  | 97  | 196 | 99 | 93 | 192 | 583   |           |           | Q     |
| 7    | Zhang Binbin             | CHN China           | 98  | 96  | 194 | 98  | 99  | 197 | 96 | 95 | 191 | 582   |           |           | Q     |
| 8    | Adéla Bruns              | CZE República Checa | 98  | 98  | 196 | 100 | 98  | 198 | 93 | 95 | 188 | 582   |           |           | Q     |
| 9    | Gankhuyagiin Nandinzayaa | MGL Mongólia        | 95  | 99  | 194 | 98  | 96  | 194 | 97 | 97 | 194 | 582   |           |           |       |
| 10   | Eglis Yaima Cruz         | CUB Cuba            | 98  | 97  | 195 | 98  | 100 | 198 | 96 | 92 | 188 | 581   |           |           |       |
| 11   | Virginia Thrasher        | USA Estados Unidos  | 94  | 99  | 193 | 100 | 99  | 199 | 94 | 95 | 189 | 581   |           |           |       |
| 12   | Snježana Pejčić          | CRO Croácia         | 96  | 98  | 194 | 100 | 99  | 199 | 94 | 93 | 187 | 580   |           |           |       |
| 13   | Stine Nielsen            | DEN Dinamarca       | 95  | 95  | 190 | 100 | 98  | 198 | 95 | 96 | 191 | 579   |           |           |       |
| 14   | Eva Rösken               | GER Alemanha        | 98  | 95  | 193 | 100 | 96  | 196 | 95 | 95 | 190 | 579   |           |           |       |
| 15   | Daria Vdovina            | RUS Rússia          | 97  | 98  | 195 | 99  | 98  | 197 | 95 | 92 | 187 | 579   |           |           |       |
| 16   | Agnieszka Nagay          | POL Polônia         | 98  | 96  | 194 | 98  | 96  | 194 | 95 | 95 | 190 | 578   |           |           |       |
| 17   | Malin Westerheim         | NOR Noruega         | 99  | 99  | 198 | 97  | 98  | 195 | 93 | 92 | 185 | 578   |           |           |       |
| 18   | Jennifer McIntosh        | GBR Grã-Bretanha    | 98  | 96  | 194 | 99  | 96  | 195 | 94 | 95 | 189 | 578   |           |           |       |
| 19   | Ivana Maksimović         | SRB Sérvia          | 96  | 96  | 192 | 98  | 99  | 197 | 93 | 96 | 189 | 578   |           |           |       |
| 20   | Laurence Brize           | FRA França          | 99  | 95  | 194 | 96  | 98  | 194 | 93 | 96 | 189 | 577   |           |           |       |
| 21   | Natallia Kalnysh         | UKR Ucrânia         | 97  | 97  | 194 | 99  | 98  | 197 | 91 | 95 | 186 | 577   |           |           |       |
| 22   | Julianna Miskolczi       | HUN Hungria         | 98  | 95  | 193 | 99  | 96  | 195 | 93 | 96 | 189 | 577   |           |           |       |
| 23   | Sylwia Bogacka           | POL Polônia         | 98  | 93  | 191 | 100 | 99  | 199 | 94 | 93 | 187 | 577   |           |           |       |
| 24   | Yarimar Mercado          | PUR Porto Rico      | 96  | 99  | 195 | 99  | 98  | 197 | 91 | 93 | 184 | 576   |           |           |       |
| 25   | Nikola Mazurová          | CZE República Checa | 97  | 96  | 193 | 98  | 98  | 196 | 94 | 92 | 186 | 575   |           |           |       |
| 26   | Yelizaveta Korol         | KAZ Cazaquistão     | 94  | 99  | 193 | 99  | 99  | 198 | 91 | 93 | 184 | 575   |           |           |       |
| 27   | Mahlagha Jambozorg       | IRI Irã             | 96  | 98  | 194 | 99  | 98  | 197 | 95 | 88 | 183 | 574   |           |           |       |
| 28   | Andrea Arsović           | SRB Sérvia          | 96  | 97  | 193 | 96  | 98  | 194 | 91 | 95 | 186 | 573   |           |           |       |
| 29   | Tanja Perec              | CRO Croácia         | 94  | 94  | 188 | 99  | 99  | 198 | 91 | 95 | 186 | 572   |           |           |       |
| 30   | Živa Dvoršak             | SLO Eslovênia       | 98  | 98  | 196 | 96  | 95  | 191 | 93 | 92 | 185 | 572   |           |           |       |
| 31   | Amelia Fournel           | ARG Argentina       | 95  | 96  | 191 | 95  | 97  | 192 | 93 | 95 | 188 | 571   |           |           |       |
| 32   | Lee Kye-rim              | KOR Coreia do Sul   | 97  | 95  | 192 | 97  | 98  | 195 | 92 | 91 | 183 | 570   |           |           |       |
| 33   | Sarah Scherer            | USA Estados Unidos  | 94  | 97  | 191 | 98  | 99  | 197 | 85 | 97 | 182 | 570   |           |           |       |
| 34   | Jasmine Ser              | SIN Singapura       | 97  | 93  | 190 | 95  | 95  | 190 | 91 | 97 | 188 | 568   |           |           |       |
| 35   | Jang Geum-young          | KOR Coreia do Sul   | 91  | 97  | 188 | 99  | 99  | 198 | 91 | 91 | 182 | 568   |           |           |       |
| 36   | Dianelys Pérez           | CUB Cuba            | 93  | 93  | 186 | 97  | 94  | 191 | 98 | 93 | 191 | 568   |           |           |       |
| 37   | Rosane Ewald             | BRA Brasil          | 89  | 82  | 171 | 98  | 96  | 194 | 90 | 95 | 185 | 550   |           |           |       |

### Final
Estes foram os resultados da fase final:
| Pos.              | Atiradora            | 1-5  | 6-10 | 11-15 | 16-20 | 21-25 | 26-30 | 31-35 | 36-40 | 41   | 42   | 43   | 44  | 45   | Final | Notas            |
| ----------------- | -------------------- | ---- | ---- | ----- | ----- | ----- | ----- | ----- | ----- | ---- | ---- | ---- | --- | ---- | ----- | ---------------- |
| Medalha de ouro   | GER Barbara Engleder | 52.0 | 50.5 | 50.7  | 52.6  | 52.2  | 52.2  | 47.3  | 51.3  | 10.5 | 10.2 | 10.2 | 9.9 | 9.0  | 458.6 | Recorde olímpico |
| Medalha de prata  | CHN Zhang Binbin     | 51.1 | 51.5 | 49.6  | 52.3  | 51.0  | 51.1  | 50.5  | 50.2  | 10.2 | 10.3 | 10.6 | 9.6 | 10.4 | 458.4 |                  |
| Medalha de bronze | CHN Du Li            | 49.9 | 50.4 | 52.2  | 53.0  | 52.1  | 50.3  | 50.3  | 50.9  | 9.8  | 9.4  | 10.5 | 8.6 | —    | 447.4 |                  |
| 4                 | ITA Petra Zublasing  | 48.7 | 51.5 | 50.5  | 52.7  | 51.8  | 51.8  | 51.3  | 50.7  | 8.7  | 10.8 | 9.2  | —   | —    | 437.7 |                  |
| 5                 | AUT Olivia Hofmann   | 52.5 | 51.6 | 49.7  | 51.3  | 52.3  | 52.0  | 48.6  | 47.5  | 9.5  | 9.5  | —    | —   | —    | 424.5 |                  |
| 6                 | SUI Nina Christen    | 50.6 | 52.1 | 51.2  | 50.8  | 51.1  | 51.9  | 48.9  | 49.0  | 9.2  | —    | —    | —   | —    | 414.8 |                  |
| 7                 | CZE Adéla Bruns      | 45.6 | 49.8 | 50.8  | 52.8  | 51.8  | 52.7  | 50.3  | 50.5  | —    | —    | —    | —   | —    | 404.3 |                  |
| 8                 | IRI Najmeh Khedmati  | 48.9 | 50.5 | 50.9  | 50.5  | 51.1  | 51.7  | 48.8  | 49.9  | —    | —    | —    | —   | —    | 402.3 |                  |

Legenda
| Recorde mundial      | Recorde mundial (World record)               |                       | Recorde africano                      | Recorde africano (African) |                                           | Q | Classificado por posição (Qualified) |
| Recorde olímpico     | Recorde olímpico (Olympic record)            | Recorde da América    | Recorde da América (Americas)         | q                          | Classificado por melhor tempo (Qualified) |   |                                      |
| Melhor marca do ano  | Melhor marca do ano (World leading)          | Recorde asiático      | Recorde asiático (Asian)              | DNS                        | Não largou (Did not start)                |   |                                      |
| Recorde nacional     | Recorde nacional (National record)           | Recorde europeu       | Recorde europeu (European)            | DNF                        | Não terminou (Did not finish)             |   |                                      |
| Recorde pessoal      | Recorde pessoal do atleta (Personal best)    | Recorde da Oceania    | Recorde da Oceania (Oceania)          | DSQ / DQ                   | Desclassificado (Disqualified)            |   |                                      |
| Recorde da temporada | Recorde da temporada do atleta (Season best) | Recorde sul-americano | Recorde sul-americano (South America) | NM                         | Sem marca (No mark)                       |   |                                      |